# Maria Furtwängler

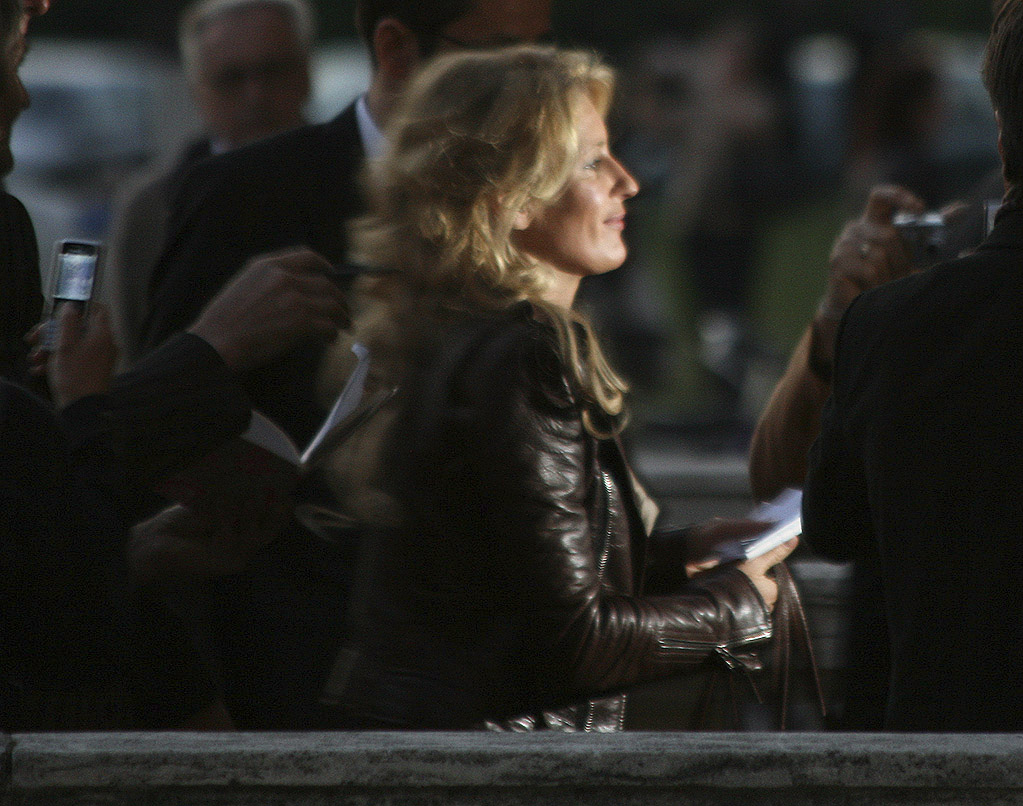
Maria Furtwängler

Maria Furtwängler-Burda (n. 13 septembrie 1966, München) este actriță și doctoriță germană.

## Date biografice
Maria Furtwängler este nepoata dirijorului Wilhelm Furtwängler. Tatăl ei, arhitectul Bernhard Furtwängler, este fiul lui Walter Furtwängler, care este frate cu dirijorul. Mama ei, Kathrin Ackermann a fost de asemnea și ea actriță. Deja la vârsta de 6 ani, a jucat un rol în filmul TV, "Zum Abschied Chrysanthemen", film regizat de unchiul ei, Florian Furtwängler.
După examenul de bacalaureat, a studiat medicina la Universitatea Montpellier din Franța. A lucrat apoi ca medic în München, dar ulterior a început să joace în diferite filme: Die glückliche Familie (serial TV), Tatort (serial TV), Schicksalsjahre și Lastrumer Mischung. 
Din 1991 este căsătorită cu editorul Hubert Burda, cu care are doi copii.
Maria Furtwängler este angajată în acțiuni de sprijinire a copiilor săraci din lume.

## Filmografie(selectată)
- 1974: Zum Abschied Chrysanthemen
- 1987–1993: Die glückliche Familie (serial TV)
- 1995: Drei Frauen und (k)ein Mann
- 1996: Hallo, Onkel Doc  (serial TV)
- 1996: Das Haus an der Küste
- 1996: Ein Kind war Zeuge
- 1997: Herz über Kopf
- 1997: Der Alte – Mörderisches Spiel
- 1998: Herzflimmern
- 1999: Siska – Mord frei Haus
- 2000: Dir zu Liebe
- 2000: Das Glück ist eine Insel
- 2001: Donna Leon: In Sachen Signora Brunetti
- 2001: Die achte Todsünde – Gespensterjagd
- 2002: Zu nah am Feuer
- seit 2002: Tatort, vezi și Wem Ehre gebührt
- 2003: Mr. und Mrs. Right
- 2007: Die Flucht
- 2008: Räuber Kneißl
- 2011: Schicksalsjahre